# Fontiers-Cabardès

Fontiers-Cabardès este o comună în departamentul Aude din sudul Franței. În 1 ianuarie 2022 avea o populație de 467 de locuitori.